# Mi gente (canción de J Balvin y Willy William)
«Mi gente» es una canción del cantante colombiano J Balvin y el cantante y productor francés Willy William. Fue lanzado el 29 de junio de 2017 a través de Scorpio Music y Universal Music Latin. «Mi gente» prácticamente es una adaptación de la canción «Voodoo Song» del mismo productor francés Willy William. Fue lanzada a las radios contemporáneas de los Estados Unidos el 18 de julio de 2017.
Por otra parte, fue una de las canciones interpretadas durante el espectáculo de medio tiempo del Super Bowl LIV, llevado a cabo el 2 de febrero de 2020.

## Composición
Mi gente es un remix de Willy William de su canción "Voodoo Song", lanzada dos meses antes que "Mi gente". La caída principal del fondo de "Voodoo Song" está tomada de la canción de Bengali "Heila Duila Nach", que está compuesta por Akassh.

## Versiones
- Voodoo Song - Willy William
- Mi gente - J Balvin, Willy William
- Mi gente (versión J Balvin)
- Mi gente - J Balvin, Willy William featuring Pitbull, Mohombi
- Mi gente - J Balvin, Willy William featuring Beyoncé
- Mi gente (Steve Aoki remix) - J Balvin, Willy William
- Mi gente (Cedric Gervais Remix) - J Balvin, Willy William
- Mi gente (Dillon Francis Remix) - J Balvin, Willy William
- Mi gente (Alesso Remix) - J Balvin, Willy William
- Mi gente (Hardwell & Quintino  Remix) - J Balvin, Willy William

## Vídeo musical
Dirigido por 36 Grados, el vídeo musical se estrenó en Vevo el mismo día del lanzamiento del sencillo. Leila Cobo, de la revista Billboard, describió el vídeo como "una explosión de color y danza" que cuenta con gente de todo el mundo y que se trata de unificar a través de la música. Tiene muchas apariciones, incluyendo al millonario italiano Gianluca Vacchi. En julio de 2018, este video fue nominado a un premio MTV Video Music Award.
A corte de enero de 2024 el vídeo lleva más de 3310 millones de reproducciones en YouTube.

## Remix junto a Beyoncé
El 28 de septiembre de 2017 se lanzó un remix del tema con la participación de la cantante estadounidense Beyoncé en plataformas digitales como Tidal, Spotify o ITunes sin previo aviso. La remezcla fue lanzada como sencillo por Universal Music Latin, Republic Records, Columbia Records, y Parkwood Entertainment. La intérprete de "Single Ladies" prometió donar todas las ganancias de este remix a asosiaciones encargadas de reconstruir zonas destruidas por catástrofes meteorológicas como, en este caso, huracanes, más concretamente, el huracán Irma el cual causó destrozos en países como México o Puerto Rico además de diferentes islas del Caribe durante la Temporada de huracanes de 2017.

## Posiciones

### Semanales
| Alemania             | Official German Charts  | 3  |
| Argentina            | Monitor Latino          | 4  |
| Australia            | ARIA Singles Chart      | 27 |
| Austria              | Ö3 Austria Top 40       | 5  |
| Bélgica (Fla)        | Ultratop                | 8  |
| Bélgica (Val)        | Ultratop                | 7  |
| Canadá               | Canadian Hot 100        | 13 |
| Chile                | Monitor Latino          | 1  |
| Colombia             | Monitor Latino          | 1  |
| Colombia             | National Report         | 1  |
| Dinamarca            | Hitlisten               | 3  |
| Ecuador              | Monitor Latino          | 1  |
| Escocia              | Scottish Singles Chart  | 20 |
| Eslovaquia           | Singles Digital Top 100 | 4  |
| España               | PROMUSICAE              | 1  |
| Estados Unidos       | Billboard Hot 100       | 3* |
| Estados Unidos       | Latin Pop Songs         | 2  |
| Estados Unidos       | Hot Latin Songs         | 1  |
| Estados Unidos       | Pop Songs               | 33 |
| Estados Unidos       | Rhythmic Songs          | 26 |
| Finlandia            | Suomen virallinen lista | 3  |
| Francia              | SNEP                    | 11 |
| Guatemala            | Monitor Latino          | 1  |
| Hungría              | Single Top 40           | 12 |
| Irlanda              | IRMA                    | 7  |
| Italia               | FIMI                    | 3  |
| México               | Monitor Latino          | 1  |
| México               | AMPROFON                | 1  |
| México               | Mexico Airplay          | 1  |
| Nicaragua            | Hot Music Charts        | 67 |
| Noruega              | VG-lista                | 11 |
| Nueva Zelanda        | NZ Top 40 Singles Chart | 32 |
| Países Bajos         | Dutch Top 40            | 1  |
| Panamá               | Monitor Latino          | 1  |
| Paraguay             | Monitor Latino          | 1  |
| Perú                 | Monitor Latino          | 1  |
| Portugal             | AFP                     | 1  |
| Reino Unido          | UK Singles Chart        | 5  |
| República Checa      | Singles Digitál Top 100 | 4  |
| República Dominicana | Monitor Latino          | 1  |
| Suecia               | Sweden Top 100          | 4  |
| Suiza                | Schweizer Hitparade     | 4  |
| Uruguay              | Monitor Latino          | 2  |
| Venezuela            | Monitor Latino          | 3  |
| Venezuela            | Record Report           | 30 |

## Certificaciones
| País           | Organismo certificador | Certificación       | Ventas    | Ref.   |
| -------------- | ---------------------- | ------------------- | --------- | ------ |
| Alemania       | BVMI                   | Platino             | 400 000   | [ 56 ] |
| Australia      | ARIA                   | Platino             | 70 000    | [ 57 ] |
| Austria        | IFPI — Austria         | Oro                 | 15 000    | [ 58 ] |
| Bélgica        | BEA                    | Platino             | 20 000    | [ 59 ] |
| Brasil         | Pro-Música Brasil      | 2x Platino          | 80 000    | [ 60 ] |
| Canadá         | Music Canada           | 7× Platino          | 560 000   | [ 61 ] |
| Chile          | IFPI — Chile           | Platino             | 10 000    | [ 62 ] |
| Centroamérica  | IFPI — Centroamérica   | Oro                 | 5000      | [ 62 ] |
| Colombia       | ASINCOL                | 2× Platino          | 20 000    | [ 62 ] |
| Dinamarca      | IFPI — Dinamarca       | Oro                 | 30 000    | [ 63 ] |
| Estados Unidos | RIAA                   | 68× Platino (Latin) | 4 080 000 | [ 62 ] |
| Ecuador        | IFPI — Ecuador         | Platino             | 6000      | [ 62 ] |
| España         | PROMUSICAE             | 3× Platino          | 120 000   | [ 64 ] |
| Francia        | SNEP                   | Diamante            | 250 000   | [ 65 ] |
| Israel         | IFPI — Israel          | Oro                 | 10 000    | [ 62 ] |
| Italia         | FIMI                   | 3× Platino          | 150 000   | [ 66 ] |
| México         | AMPROFON               | 4× Diamante + Oro   | 1,200,030 | [ 67 ] |
| Noruega        | IFPI — Noruega         | Platino             | 10 000    | [ 68 ] |
| Paraguay       | IFPI — Paraguay        | Platino             | 10 000    | [ 62 ] |
| Perú           | IFPI — Perú            | Platino             | 6000      | [ 62 ] |
| Portugal       | AFP                    | Platino             | 10 000    | [ 69 ] |
| Reino Unido    | BPI                    | Platino             | 600 000   | [ 70 ] |
| Suecia         | IFPI — Suecia          | 3× Platino          | 120 000   | [ 71 ] |
| Turquía        | Mü-YAP                 | 2× Oro              | 3000      | [ 62 ] |